# Masacre de Lisboa de 1506

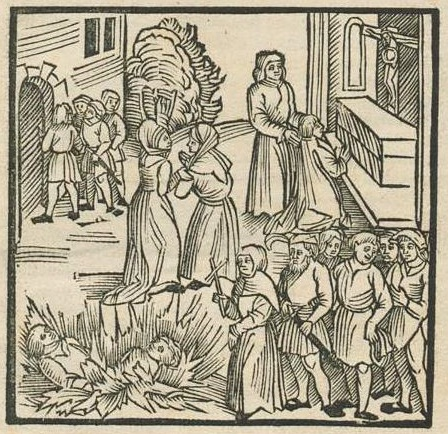
“Von dem Christeliche – Streyt, kürtzlich geschehe – jm. M.CCCCC.vj Jar zu Lissbona – ein haubt stat in Portigal zwischen en christen und newen chri – sten oder juden, von wegen des gecreutzigisten [sic] got.” (Contienda de los cristianos, quien recientemente tuvo lugar en Lisboa, capital de Portugal, entre los cristianos y los cristianos nuevos o Judíos, por el Dios crucificado”).

En la Masacre de Lisboa, también conocida como Masacre de Pascua de 1506, una turba persiguió, torturó y mató a cientos de personas acusadas de ser judíos. Este evento sucedió antes de la Inquisición y nueve años después de la conversión forzosa de los judíos y musulmanes en Portugal, en octubre de 1497, durante el reinado de Manuel I de Portugal.

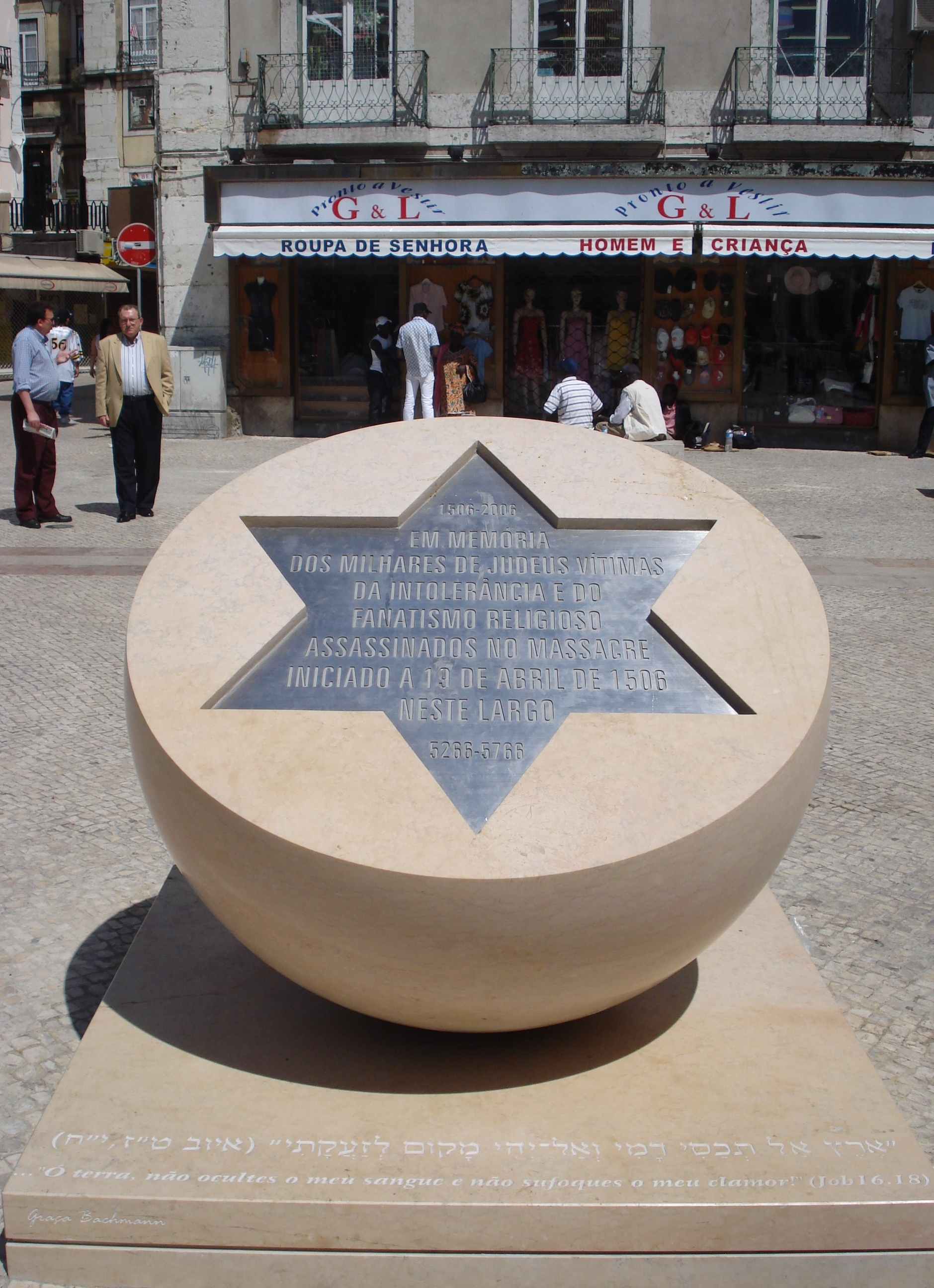
Monumento en Lisboa en honor de los judíos asesinados en la masacre de 1506.

Epistola de victoria contra infideles habita, 1507

## Ciudad de la tolerancia
Esta masacre se recuerda hoy con un monumento construido en el Largo de São Domingos en honor del judaísmo, que fue inaugurado en el 23 de abril de 2008. El sitio es un tradicional punto de encuentro de los extranjeros, en su mayoría africanos, donde figura una placa con la frase «Lisboa, una ciudad de tolerancia» escrita en treinta y cuatro idiomas.